# لي سي يونغ (ممثلة)
لي سي يونغ (هانغل:이시영); هي ممثلة وملاكمة سابقة من كوريا الجنوبية، بدات في تمثيل لأول مرة عام 2008.

## النشأة والتعليم
ولدت لي ايون راي في مقاطعة تشونغ وون، في تشنغتشونغ الشمالية، وانتقلت عائلتها إلى سيول عندما كان عمرها 9 سنوات. تخصصت في تصميم الأزياء بجامعة دونغكوك النسائية، ثم غيرت اسمها لاحقًا إلى لي سي يونغ.

## الحياة الشخصية
في يوليو 2017، أعلنت عبر وسائل التواصل الاجتماعي الخاصة بها، أنها ستتزوج في سبتمبر، وهي ايضاً حاملاً في الأسبوع 14. أنجبت طفلها الأول وهو صبي، في 7 يناير 2018.
في 17 مارس 2025، أكدت وكالتها، أس فكتوري، خبر طلاقها، قائلةً: "لقد اتفقا على الانفصال، وهما الآن بصدد إتمام إجراءات الطلاق. ونظرًا لأن هذه مسألة شخصية، نرجو تفهمكم أننا لا نستطيع الرد على أي استفسارات أخرى".

### جدال
في 1 يوليو 2015، رفعت لي ووكالتها جاي ، ويد-كومباني دعوى تشهير إلكتروني ضد مراسل زعمت أنه نشر شائعات عبر الإنترنت بأن لي ظهرت في فيديو جنسي كانت الوكالة تستخدمه لابتزازها، مما أدى إلى محاولة انتحارها، نفت لي ووكالة جي، ويد كومباني تلك الشائعات وصدرت مذكرة توقيف بحق المراسل لاحقًا من مكتب المدعي العام في سيئول.

## فيلموغرافيا

### مسلسلات تلفزيونية
| عام  | عنوان                               | الدور               | قناة البث  |
| ---- | ----------------------------------- | ------------------- | ---------- |
| 2008 | الأساطير الحضرية ديجا فو - الموسم 3 | سون أه / حلقة واحده | سوبر اكشن  |
| 2008 | مملكة الرياح                        | يون هواء            | كي بي اس 2 |
| 2009 | فتيان قبل الزهور                    | أوه مين جي          | كي بي اس 2 |
| 2009 | مرة أخرى، حبي                       | سون جونغ هواء       | كي بي اس 2 |
| 2009 | أحبك ألف مرة                        | هونغ يون هي         | اس بي اس   |
| 2010 | تصبح مليارديرا                      | بو تاي هي           | كي بي إس 2 |
| 2010 | قبلة مرحة                           | يون هاي را          | ام بي سي   |
| 2011 | بوسايدون                            | لي سوو يون          | كي بي اس 2 |
| 2012 | الرومانسية البرية                   | يوو إيون جي         | كي بي اس 2 |
| 2014 | الصليب الذهبي                       | سيو يي ري           | كي بي اس 2 |
| 2014 | الحب الصالح                         | كيم ايل ري          | تي في إن   |
| 2015 | عروستي الجميلة                      | تشا يون مي          | او سي إن   |
| 2017 | الأوصياء                            | جو سو جي            | ام بي سي   |
| 2018 | رومانسية محفوفة بالمخاطر            | جو إين أه           | ام بي سي   |
| 2019 | تحيى أو تموت                        | لي هوا سانغ         | كي بي اس 2 |
| 2020 | اس اف 8                             | جي وو (حلقة واحده)  | ام بي سي   |
| 2025 | صالون هولمز                         | كونغ مي ري          | اي ان ا    |

### مسلسلات ويب
| عام     | عنوان     | الدور        | الشبكة   | ملاحظة     | المراجع |
| ------- | --------- | ------------ | -------- | ---------- | ------- |
| 2020-24 | منزل جميل | سيو يي كيونغ | نتفليكس  | الموسم 1–3 | [ 13 ]  |
| 2022    | الشبكة    | الشبح        | ديزني+   |            | [ 14 ]  |
| 2022    | ومنتالست  |              | ات بي او |            | [ 15 ]  |

## روابط خارجية
- لي سي يونغ على موقع IMDb (الإنجليزية)
- لي سي يونغ على موقع أول موفي (الإنجليزية)
- لي سي يونغ على موقع قاعدة بيانات الفيلم (الإنجليزية)
- لي سي يونغ في هانسينما